# Freddy's Dead: The Final Nightmare
Freddy's Dead: The Final Nightmare is een Amerikaanse horrorfilm uit 1991, geregisseerd door Rachel Talalay.

## Verhaal
Freddy Krueger heeft nu alle jongeren van heel Springwood vermoord op een onbekende jongen na. Hij loopt rond door de straten zonder geheugen en zonder iets op zak, op een krantenartikel over een vrouw, genaamd Loretta Krueger, na.
Ondertussen richt de film zich verder op drie probleemtieners: Spencer, Carlos en Tracy. Spencer wil geen relatie met zijn ouders, Carlos wordt mishandeld door zijn ouders en Tracy werd misbruikt door haar vader. Ze zijn niet alleen vrienden, maar ook patiënten van psychiater Maggie Burroughs. Maggie stapt af op Doc, die gebruikmaakt van zijn "dromentherapie". Toch blijkt deze niet geheel veilig te zijn.
Uiteindelijk komt de onbekende jongen, John Doe, terecht bij Maggie. Het enige wat hij zelf weet, is dat hij ergens de laatste overlevende van is. Ook weet hij, dat als hij in slaap zal vallen, hij nooit meer wakker zal worden.
Die avond zoekt Maggie informatie op over Loretta Krueger. Ondertussen valt ze in slaap en krijgt een nachtmerrie. De volgende dag blijkt dat ook John zijn ogen niet open heeft weten te houden en precies dezelfde droom heeft gehad. Maggie besluit met de jongen naar Springwood te gaan, in de hoop herinneringen op te halen. Ook Spencer, Carlos en Tracy gaan stiekem mee.
In de stad hangt er al onmiddellijk een vreemd sfeertje. Er zijn geen kinderen en de enkele volwassenen gedragen zich vreemd. Maggie gaat met John verder de stad in, in de hoop om wat te vinden over Johns verleden. Ondertussen proberen de andere drie de stad uit te komen.
Via een gekke leraar komen Maggie en John erachter dat Freddy ooit een kind had. Aangezien John nooit is aangevallen, denkt hij dat hij Freddy's zoon is. Ondertussen lukt het Spencer, Carlos en Tracy niet om de stad uit te komen en besluiten uit te rusten in het beruchte huis waar meerdere bloedbaden zich hebben afgespeeld.
Carlos valt in slaap op een bed en komt hierin Freddy tegen. Freddy begint zijn lugubere spelletjes meteen door te zetten en vermoordt Carlos. Vervolgens is Spencer aan de beurt. Spencer was, toen hij nog wakker was, een televisiereclame met Johnny Depp aan het bekijken, en nu verschijnt ook Freddy hierin. Al snel wordt ook Spencer de televisie in gezogen en wordt ook vermoord.
Tracy lijkt ook in de handen van Freddy te vallen, maar wordt gewekt door de passerende Maggie. John is aan het slapen en wordt geconfronteerd met Freddy. Freddy vermoordt John, maar vlak voor zijn dood onthult hij dat Freddy's kind een meisje was en Johns vader dus niet Freddy was.
Maggie en Tracy komen erachter dat niemand van de inwoners, op Doc na, de gedode kinderen zich kan herinneren. Die avond valt Maggie opzettelijk in slaap, in de hoop Freddy tegen te komen. Freddy vertelt haar dat ze feitelijk Kathryn Krueger, Freddy's dochter, is. Hij vertelt aan haar dat hij een kindermoordenaar werd toen ze van hem afgenomen werd.
Vervolgens probeert Freddy ook Tracy en Doc te vermoorden. Dit lukt hem echter niet. Doc vertelt dat het mogelijk is om hem mee naar de echte wereld te trekken en hem hier voorgoed af te maken. Maggie besluit degene te zijn om dit te doen.
Dit lukt en ze raken in een gevecht. Freddy probeert haar sympathie te krijgen door te zeggen dat het niet zijn schuld is dat hij zo is geworden. Maggie trapt hier niet in, weet zijn handschoen te bemachtigen en vermoordt hem.

## Rolverdeling
| Acteur                 | Personage                         | Opmerkingen                    |
| ---------------------- | --------------------------------- | ------------------------------ |
| Lisa Zane              | Maggie Burroughs                  |                                |
| Robert Englund         | Freddy Krueger                    |                                |
| Breckin Meyer          | Spencer                           |                                |
| Ricky Dean Logan       | Carlos                            |                                |
| Lezlie Deane           | Tracy                             |                                |
| Yaphet Kotto           | Doc                               |                                |
| Roseanne Barr          | Kinderloze vrouw                  | als Mrs. Tom Arnold            |
| Tom Arnold             | Kinderloze man                    | filmdebuut, als Mr. Tom Arnold |
| Johnny Depp            | Man op televisie                  |                                |
| David Dunard           | Kelly                             |                                |
| Cassandra Rachel Friel | Kleine Maggie / Katherine Krueger |                                |
| Lindsey Fields         | Loretta Krueger                   | als Lyndsey Fields             |
| Marilyn Rockafellow    | Mrs. Burroughs                    |                                |
| Tobe Sexton            | Freddy als tiener                 |                                |
| Chason Schirmer        | jonge Freddy                      |                                |
| Alice Cooper           | Mr. Underwood                     | onvermeld                      |

## Achtergrond

### Filmmuziek
1. The Goo Goo Dolls - I'm Awake Now
2. Junk Monkeys - Everything Remains the Same
3. The Goo Goo Dolls - You Know What I Mean
4. Johnny Law - Remember the Night
5. Chubb Rock - Treat 'em Right
6. Iggy Pop - Why Was I Born? (Freddy's Dead)
7. Johnny Law - Hold Me Down
8. The Goo Goo Dolls - Two Days in February
9. Young Lords - Give Me a Beat
10. Fates Warning - Nothing Left to Say

### Reacties
Freddy's Dead: The Final Nightmare scoort 12% aan goede beoordelingen op Rotten Tomatoes. Ook van andere critici kreeg de film geen goede kritieken.